# Rhaphidophora koordersii
Rhaphidophora koordersii — вид квіткових рослин із родини Araceae, роду Rhaphidophora. Ця ліана росте на о. Сулавесі.